# انیتو
انیتو (انگلیسی: Ñito; ۱۶ سپتامبر ۱۹۳۹ – ۸ آوریل ۲۰۲۱) بازیکن فوتبال اهل اسپانیا بود.
از باشگاه‌هایی که در آن بازی کرده‌است می‌توان به باشگاه فوتبال گرانادا و باشگاه فوتبال رئال مورسیا اشاره کرد.